# La Patrie (parti politique)
Pour les articles homonymes, voir La Patrie, Heimat, NPD et Parti national-démocrate.

Drapeau du Parti national-démocrate d'Allemagne.

La Patrie (en allemand Die Heimat), avant juin 2023 le Parti national-démocrate d'Allemagne (ou NPD, abréviation de Nationaldemokratische Partei Deutschlands), est un parti politique néonazi,,,, et ultranationaliste,,, allemand, fondé le 28 novembre 1964 par d'anciens militants d'extrême droite du Parti socialiste du Reich (SRP) et du Parti impérial allemand (DRP). Considérées comme néonazies,, les idées du parti sont qualifiées de racistes, d'antisémites et de révisionnistes,,. Il obtient plusieurs bons résultats locaux dans les années 1960 et, avec 4,3 % des suffrages, échoue de peu à entrer au Bundestag en 1969. Les scores du parti baissent ensuite rapidement et il devient quasiment absent de la vie politique jusqu'à la réunification. Le parti connaît quelques succès électoraux significatifs depuis le milieu des années 2000 (allant jusqu'à faire son entrée au Parlement européen en 2014, malgré un score du parti plutôt faible à ce scrutin,) alors qu'une large majorité d'Allemands reste favorable à son interdiction.

## Histoire

### Création, premier succès et extinction
Créé en 1964, le NPD obtient plusieurs bons résultats à des élections régionales (jusqu'à 9,8 % en 1968 dans le Bade-Wurtemberg) et échoue de peu à entrer au Bundestag lors des élections fédérales de 1969. Les scores du parti baissent ensuite rapidement jusqu'à devenir insignifiants.

### Réapparition, demandes d'interdiction et nouveau succès

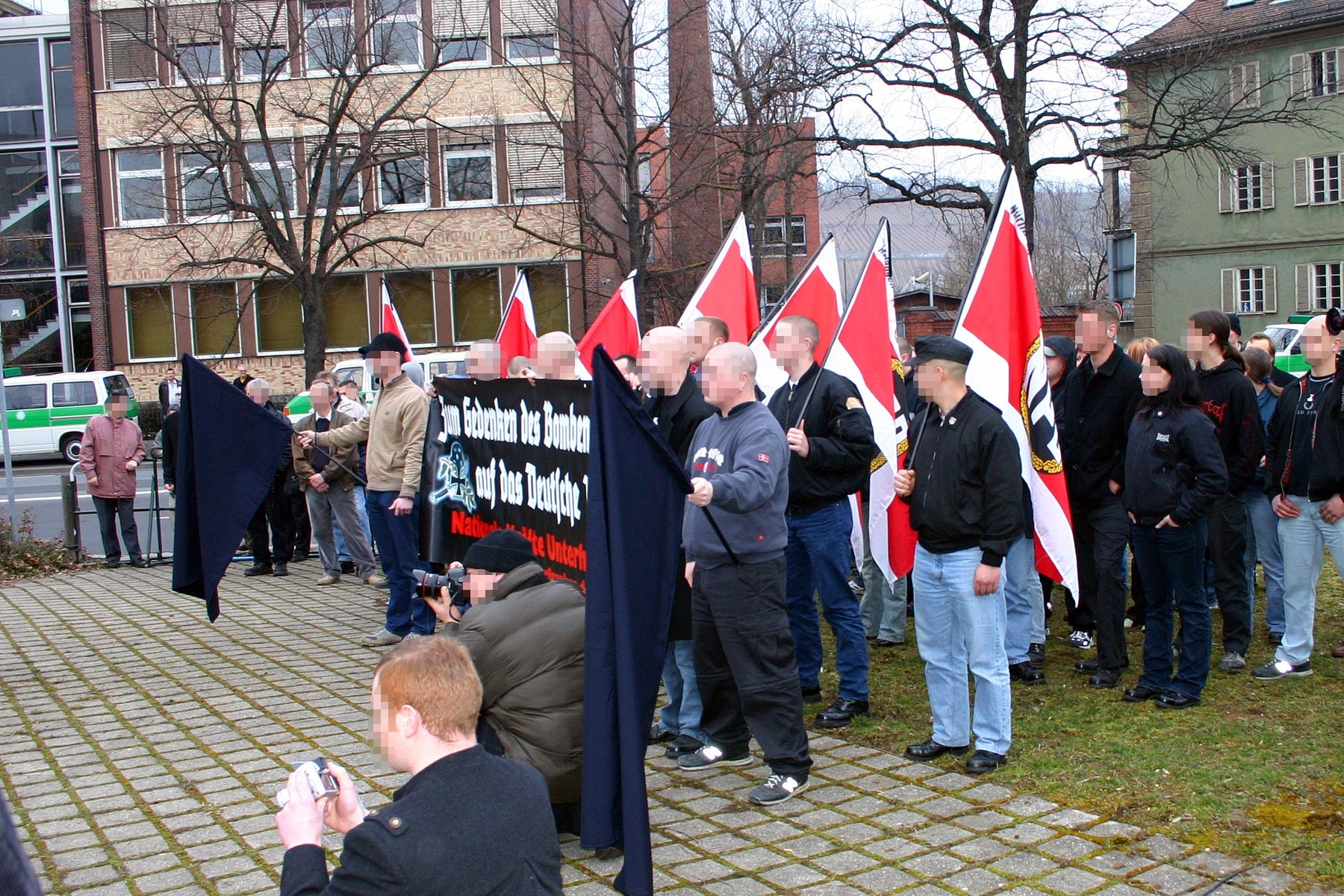
Manifestation du NPD à Wurtzbourg.

Comme l'ensemble de l'extrême droite allemande, le NPD profite largement de la réunification. Il mise alors sur un rapprochement avec les freie Kameradschaften, les groupes de skinheads neonazis les plus virulents.
En janvier 2001, il est l'objet d'une triple demande d'interdiction (Verbotsantrag) de la part du gouvernement, du Bundestag et du Bundesrat, fondée sur l'art. 21-2 de la Loi fondamentale. La Cour constitutionnelle (Bundesverfassungsgericht) devait trancher en 2002, mais la procédure est finalement rejetée, au motif, notamment, que les déclarations citées à l'appui du caractère subversif du parti, c'est-à-dire qui ne respecteraient pas les principes fondamentaux du régime fédéral, ne pouvaient être distinguées clairement de celles provenant d'agents infiltrés des services de renseignement (BND et autres services des Länder) de nombreux agents des services de renseignement étant actifs à la tête du Parti,.
En septembre 2004, le NPD a obtenu plus de 9 % aux élections régionales en Saxe, ce qui lui permet pour la première fois depuis 1968 de siéger dans un parlement régional. La participation de ses représentants aux activités du parlement est à l'origine de nombreuses tensions, dont le scandale qui a suivi le refus du NPD de participer à une minute de silence en mémoire des victimes du national-socialisme.
Dès 2005, le parti retrouve ses scores habituels entre 0,9 % aux élections régionales de Rhénanie-du-Nord-Westphalie et 1,9 % au Schleswig-Holstein. Avec 1,6 % lors des élections fédérales anticipées le NPD échoue largement à atteindre les objectifs qu'il s'était fixés : gagner des mandats directs et entrer au Bundestag.
En 2006, grâce à une campagne agressive efficace auprès des jeunes, le NPD refait surface, en décrochant 7,3 % des voix lors des élections en Mecklembourg-Poméranie-Occidentale, Land oriental et le plus pauvre du pays, ce qui lui permet de faire son entrée au Landtag. En outre, en passant la barre des 3 % aux élections municipales de Berlin, le NPD gagne le droit de siéger dans cinq conseils municipaux de la capitale fédérale, dont quatre à l'Est. Dans les semaines qui précèdent les élections, la presse se fait écho de leurs actions d'intimidation dans des zones où leur appui est le plus fort. Cette tactique est perçue par certains comme une tentative du NPD de remédier à leur faible poids électoral, qui les privait jusqu'alors souvent de représentants élus. Le parti a utilisé cette stratégie lors d'un concert du musicien « antifasciste » Konstantin Wecker à Halberstadt, en Saxe-Anhalt, où il s'engageait à acheter des billets et à les distribuer aux supporters du NPD pour qu'ils y soient aussi nombreux que possible, dans le but de perturber le spectacle.
Le 30 août 2009, le NPD se maintient à 5,2 % dans la Saxe et remporte huit sièges.
Pendant l'été 2010, l'Union populaire allemande (Deutsche Volksunion, DVU) annonce à la surprise générale un projet de fusion avec le NPD. Après quelques tensions internes, ce projet est ratifié par un vote des militants des deux partis : Matthias Faust devient vice-président du NPD tandis que d'autres cadres de la DVU rejoignent le comité central.
Après la Saxe, le Brandebourg et Brême, le Land de Mecklembourg-Poméranie devient, lors des élections du 4 septembre 2011, le quatrième du pays avec une représentation du NPD au Parlement régional. Ce parti, qui s’est distingué par une campagne très agressive contre les étrangers, obtient 7,3 % des voix et dispose de six députés.
En juin 2012, plusieurs membres du parlement de Saxe arborent des vêtements de la marque Thor Steinar, populaire dans les mouvements néo-nazis. Sommés de retirer immédiatement ces vêtements, les députés refusèrent et furent exclus du parlement pour trois séances.
Lors des élections régionales de 2016 en Mecklembourg-Poméranie-Occidentale, le parti perd ses derniers élus régionaux, pâtissant du succès de l'Alternative pour l'Allemagne, qui engrange la majorité du vote contestataire.

### Deuxième procédure d'interdiction
En novembre 2011, une organisation criminelle d'extrême-droite nommée Clandestinité nationale-socialiste est découverte. Le groupe est mis en cause dans neuf crimes racistes en Allemagne entre 2000 et 2007 ainsi que dans le meurtre d'une policière. Le ministre de l'Intérieur Hans-Peter Friedrich déclare qu'il s'agit d'une « nouvelle forme du terrorisme d'extrême droite ». Le groupe est soupçonné d'être lié au NPD ; sa découverte relance le débat sur l'interdiction de ce dernier. Des manifestations contre le néo-nazisme sont organisées.
Le gouvernement fédéral allemand annonce qu'il envisage d'engager une procédure d'interdiction du NPD, tout en craignant les conséquences d'un possible échec. Un sondage affirme que 77 % des Allemands soutiennent cette mesure.
Lors des élections européennes de 2014, le Parti national-démocrate d'Allemagne se présente et à l'issue de la campagne électorale, le 25 mai, récolte 300 815 voix soit 1,03 % des suffrages. Ce score permet au NPD d'obtenir un eurodéputé.
En mars 2015, la Cour constitutionnelle fédérale exige davantage de preuves du Conseil fédéral, en particulier afin de déterminer si les agents des services secrets ont vraiment été retirés des échelons supérieurs du Parti, la procédure de 2003 ayant été annulée du fait de l'impossibilité pour la Cour de distinguer les déclarations des dirigeants du Parti de celles des agents infiltrés au plus haut niveau.

## Ligne politique
Le NPD est généralement considéré comme le parti le plus radical de l'extrême droite allemande. Son programme, clairement nationaliste, présente la famille comme la base de la société et prône la lutte contre l'immigration pour protéger l'« essence du peuple » allemand (Volkssubstanz). Il défend également un durcissement du droit d'asile. Plus récemment, il a adopté comme slogans : « Deutschlands starke Rechte » (« la droite forte en Allemagne ») et « Sozial geht nur national » (« le social ne peut être que national »).
Le parti juge en outre le système judiciaire issu de la Loi fondamentale de 1949 comme trop laxiste et reproche à la classe politique dans son ensemble de ne pas défendre l'État de droit. Héritier de différentes traditions anti-démocratiques, il souhaite renverser la République fédérale qu'il considère illégitime. Il appelle également au départ de la chancelière Angela Merkel.

### Nazisme
Un autre élément notable de son idéologie est la contestation de la « culture de la culpabilité » qui dominerait l'Allemagne depuis la fin de la Seconde Guerre mondiale. Le NPD s'est efforcé de minimiser l'extermination des Juifs d'Europe et a proposé la candidature de Rudolf Hess comme Prix Nobel de la paix[réf. nécessaire]. Ses prises de position sur le bombardement de Dresde en 1945 lui ont déjà attiré des accusations de « révisionnisme », de même que ses commémorations annuelles du suicide de masse de Demmin. Udo Voigt a également qualifié Adolf Hitler de « grand homme d'État », réclamé la restitution des terres allemandes perdues après 1945 et appelé les électeurs au « combat armé » avant des élections législatives. Peu avant un scrutin local de 2011, l'homme se met en scène pour une affiche de campagne sur une moto avec le slogan : « plein gaz ! ». L'affiche est notamment accrochée devant le Musée juif d'Allemagne. Le parti récuse pourtant le qualificatif de néonazi.

### Immigration
Son dirigeant de 2013 à 2014, Udo Pastörs, considère que l'immigration « modifie le caractère d'un peuple » et constitue ainsi « un génocide de facto ». Il estime en outre que le NPD est à droite de PEGIDA, mouvement contre l'immigration islamique en Allemagne lancé à l'automne 2014.

### Nationalisme et racisme dans le football allemand
En mars 2008, le NPD fait l'objet d'une procédure en appel à la suite des propos tenus contre le joueur de Schalke 04 Gerald Asamoah. Le même mois, Udo Voigt a été inculpé pour « incitation à la haine raciale » relativement aux positions qu'il avait prises lors du mondial 2006 contre le footballeur Patrick Owomoyela (père nigérian et mère allemande) en prétendant que les footballeurs « qui ne sont pas blancs de peau sont indignes de représenter » l'équipe nationale allemande. Il avait alors publié un calendrier des matchs avec la photo du joueur et le slogan « Blanc. Pas seulement une couleur de maillot. ». Au cours de la Coupe du monde de football de 2006, le site du parti critiquait la composition de l'équipe allemande, en raison de la forte présence de joueurs d'origine non allemande en son sein. Selon eux, cette équipe n'était pas « vraiment allemande ».

### Politique étrangère
A la différence de la plupart des partis d'extrême droite européens, le parti se positionne clairement en faveur du nationalisme palestinien et est farouchement antisioniste,[source insuffisante] pro-iranien, le parti soutient[Quand ?] le candidat iranien ultraconservateur Mahmoud Ahmadinejad,.Ce positionnement politique le différencie nettement de l'AfD.[réf. nécessaire]

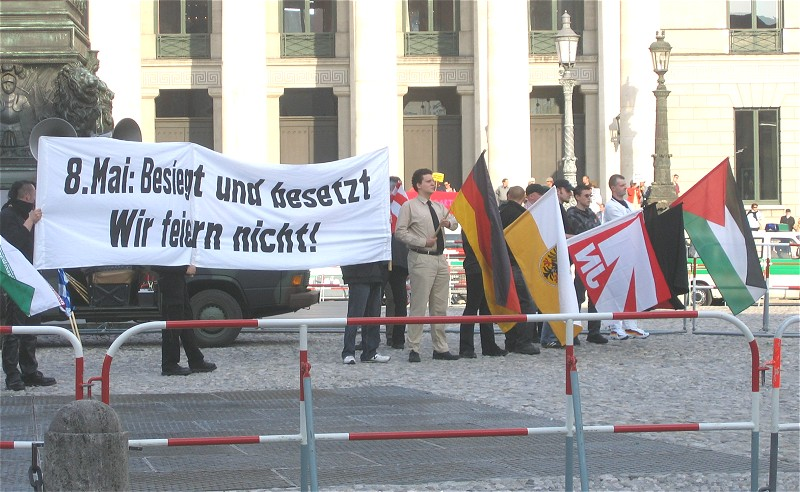
Manifestation du NPD en 2006.

Au cours de la guerre de Gaza de 2008-2009, le NPD planifie une « veillée de l'Holocauste » à Gaza pour soutenir les Palestiniens. Charlotte Knobloch, présidente du Conseil central des Juifs en Allemagne, déclare que « la haine commune de tout ce qui est juif est unificateur des néonazis et des islamistes ». Knobloch déclare que les manifestants germano-palestiniens « ont avoué sans vergogne » qu'ils voteraient pour le NPD lors des prochaines élections.

## Organisation

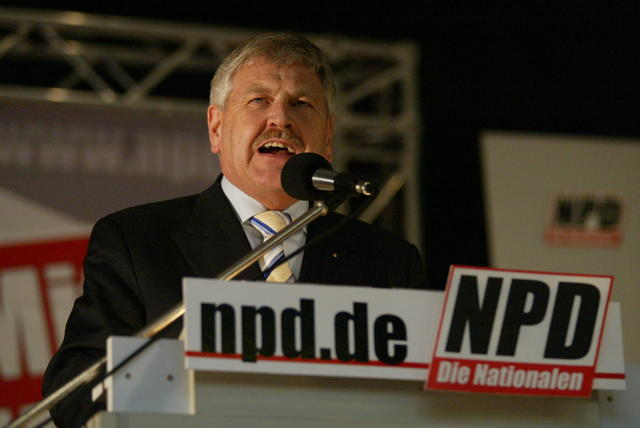
Udo Voigt en meeting.

Dans son rapport annuel 2003, le service de renseignement interne allemand (Verfassungsschutz) estime le nombre total de membres du parti à 5 000, en baisse par rapport aux 6 100 de l'année précédente.
Depuis le succès électoral en Saxe, le NPD enregistre cependant l'arrivée de nombreux nouveaux militants, notamment en provenance d'autres partis comme les Républicains qui tentent depuis quelque temps d'adopter un positionnement moins radical. Le nombre de membres du NPD tournerait désormais autour de 5 300. Le rapport 2004 du Verfassungsschutz souligne également l'établissement de liens de plus en plus étroits entre le NPD et les milieux néonazis.
En décembre 2013, le président du parti, Holger Apfel est forcé de démissionner après avoir été accusé, en interne, d'avoir eu un geste déplacé envers un jeune militant, bien que marié et père de trois enfants. Le NPD est intransigeant sur l'homosexualité, refusant par exemple tout statut civil aux homosexuels. Apfel est remplacé par Udo Pastörs (en), jugé plus radical que son prédécesseur par les observateurs politiques. En 2014 Pastörs est remplacé par Frank Franz.

### Historique des dirigeants
- 1964-1967 : Friedrich Thielen
- 1967 : Wilhelm Gutmann
- 1967-1971 : Adolf von Thadden
- 1971-1990 : Martin Mußgnug
- 1990-1991 : Walter Bachmann
- 1991-1996 : Günter Deckert
- 1996-2011 : Udo Voigt
- 2011-2013 : Holger Apfel
- 2013-2014 : Udo Pastörs (en)
- Depuis 2014 : Frank Franz

## Résultats électoraux

NPD Élections fédérales allemandes de 2013

NPD Élections européennes de 2014 en Allemagne

### Élections au Bundestag
| Année | Voix         | %            | Rang         | Sièges       |
| ----- | ------------ | ------------ | ------------ | ------------ |
| 1965  | 664 193      | 2,0          | 4e           | 0 / 518      |
| 1969  | 1 422 010    | 4,3          | 4e           | 0 / 518      |
| 1972  | 207 465      | 0,6          | 4e           | 0 / 518      |
| 1976  | 122 661      | 0,3          | 4e           | 0 / 518      |
| 1980  | 68 096       | 0,2          | 6e           | 0 / 519      |
| 1983  | 91 095       | 0,2          | 5e           | 0 / 519      |
| 1987  | 227 054      | 0,6          | 5e           | 0 / 519      |
| 1990  | 145 776      | 0,3          | 9e           | 0 / 662      |
| 1994  | Pas de liste | Pas de liste | Pas de liste | Pas de liste |
| 1998  | 126 571      | 0,3          | 11e          | 0 / 669      |
| 2002  | 215 232      | 0,4          | 8e           | 0 / 603      |
| 2005  | 748 568      | 1,6          | 7e           | 0 / 614      |
| 2009  | 635 525      | 1,5          | 8e           | 0 / 620      |
| 2013  | 560 828      | 1,3          | 9e           | 0 / 631      |
| 2017  | 176 020      | 0,4          | 9e           | 0 / 709      |
| 2021  | 65 574       | 0,1          | 15e          | 0 / 736      |

### Élections européennes
| Année | Voix         | %            | Rang         | Sièges       | Tête de liste | Groupe       |
| ----- | ------------ | ------------ | ------------ | ------------ | ------------- | ------------ |
| 1984  | 198 633      | 0,8          | 6e           | 0 / 81       |               |              |
| 1989  | Pas de liste | Pas de liste | Pas de liste | Pas de liste | Pas de liste  | Pas de liste |
| 1994  | 77 227       | 0,2          | 18e          | 0 / 99       |               |              |
| 1999  | 107 662      | 0,4          | 9e           | 0 / 99       |               |              |
| 2004  | 241 743      | 0,9          | 10e          | 0 / 99       |               |              |
| 2009  | Pas de liste | Pas de liste | Pas de liste | Pas de liste | Pas de liste  | Pas de liste |
| 2014  | 301 139      | 1,0          | 10e          | 1 / 96       | Udo Voigt     | Non-inscrits |
| 2019  | 101 323      | 0,3          | 15e          | 0 / 96       | Udo Voigt     |              |
| 2024  | 41 006       | 0,1          | 27e          | 0 / 96       | Udo Voigt     |              |

### Élections régionales

Représentation du NPD dans les Länder
dans l'opposition

- dans l'opposition

| Année | BW  | BY  | BE  | BB  | HB  | HH  | HE  | MV      | NI  | NW  | RP  | SA  | SN       | ST  | SH  | TH  |
| ----- | --- | --- | --- | --- | --- | --- | --- | ------- | --- | --- | --- | --- | -------- | --- | --- | --- |
| 1990  |     | abs | abs | 0,1 |     |     |     | 0,2     | 0,2 | 0,0 |     | 0,2 | 0,7      | 0,1 |     | 0,2 |
| 1991  |     | abs | abs | 0,1 | abs | abs | abs | 0,2     | 0,2 | 0,0 | abs | 0,2 | 0,7      | 0,1 |     | 0,2 |
| 1992  | 0,9 | abs | abs | 0,1 | abs | abs | abs | 0,2     | 0,2 | 0,0 | abs | 0,2 | 0,7      | 0,1 | abs | 0,2 |
| 1993  | 0,9 | abs | abs | 0,1 | abs | abs | abs | 0,2     | 0,2 | 0,0 | abs | 0,2 | 0,7      | 0,1 | abs | 0,2 |
| 1994  | 0,9 | 0,1 | abs | abs | abs | abs | abs | 0,1     | 0,2 | 0,0 | abs | abs | abs      | abs | abs | abs |
| 1995  | 0,9 | 0,1 | abs | abs | 0,1 | abs | 0,3 | 0,1     | 0,2 | abs | abs | abs | abs      | abs | abs | abs |
| 1996  | abs | 0,1 | abs | abs | 0,1 | abs | 0,3 | 0,1     | 0,2 | abs | 0,4 | abs | abs      | abs | abs | abs |
| 1997  | abs | 0,1 | abs | abs | 0,1 | 0,1 | 0,3 | 0,1     | 0,2 | abs | 0,4 | abs | abs      | abs | abs | abs |
| 1998  | abs | 0,2 | abs | abs | 0,1 | 0,1 | 0,3 | 1,1     | abs | abs | 0,4 | abs | abs      | abs | abs | abs |
| 1999  | abs | 0,2 | 0,8 | 0,7 | 0,3 | 0,1 | 0,2 | 1,1     | abs | abs | 0,4 | abs | 1,4      | abs | abs | 0,2 |
| 2000  | abs | 0,2 | 0,8 | 0,7 | 0,3 | 0,1 | 0,2 | 1,1     | abs | 0,0 | 0,4 | abs | 1,4      | abs | 1,0 | 0,2 |
| 2001  | 0,2 | 0,2 | 0,9 | 0,7 | 0,3 | abs | 0,2 | 1,1     | abs | 0,0 | 0,5 | abs | 1,4      | abs | 1,0 | 0,2 |
| 2002  | 0,2 | 0,2 | 0,9 | 0,7 | 0,3 | abs | 0,2 | 0,8     | abs | 0,0 | 0,5 | abs | 1,4      | abs | 1,0 | 0,2 |
| 2003  | 0,2 | abs | 0,9 | 0,7 | abs | abs | abs | 0,8     | abs | 0,0 | 0,5 | abs | 1,4      | abs | 1,0 | 0,2 |
| 2004  | 0,2 | abs | 0,9 | abs | abs | 0,3 | abs | 0,8     | abs | 0,0 | 0,5 | 4,0 | 9,2 (12) | abs | 1,0 | 1,6 |
| 2005  | 0,2 | abs | 0,9 | abs | abs | 0,3 | abs | 0,8     | abs | 0,9 | 0,5 | 4,0 | 9,2 (12) | abs | 1,9 | 1,6 |
| 2006  | 0,7 | abs | 2,6 | abs | abs | 0,3 | abs | 7,3 (6) | abs | 0,9 | 1,2 | 4,0 | 9,2 (12) | abs | 1,9 | 1,6 |
| 2007  | 0,7 | abs | 2,6 | abs | abs | 0,3 | abs | 7,3 (6) | abs | 0,9 | 1,2 | 4,0 | 9,2 (12) | abs | 1,9 | 1,6 |
| 2008  | 0,7 | 1,2 | 2,6 | abs | abs | abs | 0,9 | 7,3 (6) | 1,5 | 0,9 | 1,2 | 4,0 | 9,2 (12) | abs | 1,9 | 1,6 |
| 2009  | 0,7 | 1,2 | 2,6 | 2,5 | abs | abs | 0,9 | 7,3 (6) | 1,5 | 0,9 | 1,2 | 1,5 | 5,6 (8)  | abs | 0,9 | 4,3 |
| 2010  | 0,7 | 1,2 | 2,6 | 2,5 | abs | abs | 0,9 | 7,3 (6) | 1,5 | 0,7 | 1,2 | 1,5 | 5,6 (8)  | abs | 0,9 | 4,3 |
| 2011  | 1,0 | 1,2 | 2,1 | 2,5 | 1,6 | 0,9 | 0,9 | 6,0 (5) | 1,5 | 0,7 | 1,1 | 1,5 | 5,6 (8)  | 4,6 | 0,9 | 4,3 |
| 2012  | 1,0 | 1,2 | 2,1 | 2,5 | 1,6 | 0,9 | 0,9 | 6,0 (5) | 1,5 | 0,5 | 1,1 | 1,2 | 5,6 (8)  | 4,6 | 0,7 | 4,3 |
| 2013  | 1,0 | 0,6 | 2,1 | 2,5 | 1,6 | 0,9 | 1,1 | 6,0 (5) | 0,8 | 0,5 | 1,1 | 1,2 | 5,6 (8)  | 4,6 | 0,7 | 4,3 |
| 2014  | 1,0 | 0,6 | 2,1 | 2,2 | 1,6 | 0,9 | 1,1 | 6,0 (5) | 0,8 | 0,5 | 1,1 | 1,2 | 4,9      | 4,6 | 0,7 | 3,6 |
| 2015  | 1,0 | 0,6 | 2,1 | 2,2 | 0,2 | 0,3 | 1,1 | 6,0 (5) | 0,8 | 0,5 | 1,1 | 1,2 | 4,9      | 4,6 | 0,7 | 3,6 |
| 2016  | 0,4 | 0,6 | 0,6 | 2,2 | 0,2 | 0,3 | 1,1 | 3,0     | 0,8 | 0,5 | 0,5 | 1,2 | 4,9      | 1,9 | 0,7 | 3,6 |
| 2017  | 0,4 | 0,6 | 0,6 | 2,2 | 0,2 | 0,3 | 1,1 | 3,0     | abs | 0,3 | 0,5 | 0,7 | 4,9      | 1,9 | abs | 3,6 |
| 2018  | 0,4 | abs | 0,6 | 2,2 | 0,2 | 0,3 | 0,2 | 3,0     | abs | 0,3 | 0,5 | 0,7 | 4,9      | 1,9 | abs | 3,6 |
| 2019  | 0,4 | abs | 0,6 | abs | abs | 0,3 | 0,2 | 3,0     | abs | 0,3 | 0,5 | 0,7 | 0,6      | 1,9 | abs | 0,5 |
| 2020  | 0,4 | abs | 0,6 | abs | abs | abs | 0,2 | 3,0     | abs | 0,3 | 0,5 | 0,7 | 0,6      | 1,9 | abs | 0,5 |
| 2021  | abs | abs | 0,1 | abs | abs | abs | 0,2 | 0,8     | abs | 0,3 | abs | 0,7 | 0,6      | 0,3 | abs | 0,5 |